# Songthela hangzhouensis
Songthela hangzhouensis är en spindelart som först beskrevs av Chen, Zhang och Zhu 1981.  Songthela hangzhouensis ingår i släktet Songthela och familjen ledspindlar. Inga underarter finns listade i Catalogue of Life.